# Kwon Hae-hyo
Pour les articles homonymes, voir Kwon (homonymie).
Dans ce nom coréen, le nom de famille, Kwon, précède le nom personnel.
Kwon Hae-hyo (en coréen : 권해효), né le 6 novembre 1965 à Séoul (Corée du Sud), est un acteur sud-coréen. Il est connu à l'étranger pour sa participation à de nombreux films de Hong Sang-soo, ainsi que pour un rôle dans le film d'horreur Peninsula.

## Filmographie partielle

### Au cinéma
- 1992 : Myeongja aggiggo sonya
- 1994 : Sae sang bakuro
- 1994 : Gumiho
- 1994 : Gameui beobjig
- 1996 : Jincha sanai
- 1996 : Goseuteu mamma
- 1997 : Che-inji
- 1998 : Zzim
- 1999 : A+ salm : Ji-seok
- 2001 : Haru
- 2001 : Sun Mool : Hak-su
- 2001 : Igeoshi beobida
- 2002 : Mongjungin
- 2002 : Paemilli : Cho Keom-sa
- 2003 : Cheongpung myeongwol
- 2009 : Won nait seutaendeu : Third night - Narration
- 2010 : Ma-eum-i Doo-beon-jjae I-ya-gi : Bong-goo
- 2012 : In Another Country (Da-reun na-ra-e-seo) de Hong Sang-soo : Jongsoo
- 2013 : Deo web-toon: Ye-go sal-in : Sun-ki Cho
- 2013 : The Fake (Saibi) de Yeon Sang-ho : Choi Gyeongseok
- 2014 : Pik-keulh-neun cheong-chun : Dae-pan
- 2014 : Gwanneungui Bubchik : President Park
- 2015 : Sosuuigyeon
- 2016 : Dangsinjasingwa dangsinui geot
- 2016 : Vanishing Time: A Boy Who Returned : Baek-gi
- 2017 : Seule sur la plage la nuit de Hong Sang-soo : Chun-woo
- 2017 : Le Jour d'après de Hong Sang-soo : Kim Bongwan
- 2018 : La Disparue de Lee Chang-hee : le chef de la police
- 2018 : Grass de Hong Sang-soo :
- 2019 : Inseparable Bros de Yook Sang-hyo : le prêtre Park
- 2019 : Tazza: One Eyed Jack de Kwon Oh-kwang : Monsieur Kwon
- 2020 : Peninsula de Yeon Sang-ho : Elder Kim
- 2021 : Juste sous vos yeux de Hong Sang-soo : Jae-won
- 2022 : La Romancière, le Film et le Heureux_Hasard (소설가의 영화) de Hong Sang-soo : le réalisateur
- 2022 : Walk Up de Hong Sang-soo : Byung-soo
- 2023 : Bogota: City of the Lost (보고타) de Kim Seong-je : le sergent Park
- 2024 : By the Stream de Hong Sang-soo
- 2025 : What Does That Nature Say to You (그 자연이 네게 뭐라고 하니) de Hong Sang-soo

### À la télévision
- 1994 : All My Love For You  ("Sarangeul Keudae Pumahne ") (série TV)
- 1997 : Revenge and Passion  ("Bok-su-hyeol-jeon ") (série TV)
- 1998 : Mr. Q  (série TV)
- 2000 : Popcorn (série TV)
- 2001 : Oriental Theater   ("Dongyang Kukjang") (série TV)
- 2002 :  To Be With You  ("Dangsinyeopi joha") (série TV)
- 2002 : Winter Sonata (Gyeoul yeonga) (série TV) : Kim
- 2003 :  My Fair Lady  ("Yojosuknyeo") (série TV)
- 2004 :  Fox with Nine Tails: Forbidden Love   ("Kumiho woejeon") (série TV) : detective Moon
- 2005 :  Take My Wife, Please  ("Saranghanda Wensuya") (série TV)
- 2005 :  War of Roses  ("Jangmibit Insaeng ") (série TV) : Chun Won-Man
- 2005 : My Lovely Sam Soon (Nae ireumeun Kim Sam-soon) (série TV) : Lee Hyun Moo
- 2006 : Thank you My Life  (Insaengiyeo Gomawoyo ) (série TV) : Kim Ki-Ho
- 2006 : Foxy Lady!  (Yeowooya Mwohani ) (série TV) : Hwang Yong-Kil
- 2006 : Come Back Soon-ae! (Dolahhwayo Sunaesshi ) (série TV) : Han Hyun-Jong
- 2007 : Dear Lover  (série TV)
- 2007 : Air City  (série TV) : Min Byung-Kwan
- 2008 : Who Are You?  (Nuguseyo? ) (série TV) : Funeral counselor
- 2008 : Elephant (Kokkiri) (série TV)
- 2008 : Bride from Vietnam  (Hwangkeum Shinbu) (série TV) : Cha Byuk-Soo
- 2009 : Cain and Abel (Kaingwa Abel) (série TV) : Kim Jin-Keun
- 2010 : Jejungwon (série TV) : Oh Choong-Hwan
- 2011 : Lie to Me  (Naege Geotjitmaleul Haebwa) (série TV) : Hwang Suk-Bong
- 2011 : My Love, My Family  (Sarangeul Mideoyo) (série TV) : Kwon Ki-Chang
- 2012 : Phantom (Yooryung) (série TV) : Han Young-Seok
- 2012 : Dream High Season 2  (Deurimhai Sijeun 2) (série TV) : Principal Joo Jung-Wan
- 2013 : Goddess of Marriage (Kyeolhonui Yeoshi ) (série TV) : No Jang-Soo (Ji-Sun's husband)
- 2013 : The Lord of Dramas (Deuramaui Jaewang) (série TV) : Director of drama bureau Nam Woon-Hyung
- 2014 : Secret Door  (Bimilui Moon) (série TV) : Seo Gyun
- 2014 : The Spring Day of My Life (Nae Saengae Bomnal) (série TV) : Lee Hyuk-Soo
- 2014 : Angel Eyes (Enjelaizeu) (série TV) : Kim Woo-Chul
- 2014 : Big Man  (série TV) : Koo Deok-Gyu
- 2015 : My Heart Twinkle Twinkle (Nae Maeum Banjjakbanjjak) (série TV) : Dal-Gwan
- 2015 : Second Time Twenty Years Old (Doobunzzae Seumoosal) (série TV) : Theater Director (cameo)
- 2016 : Riders: Catch Tomorrow (Raideosei : Naileul Jabara) (série TV) : (cameo)
- 2016 : Entertainer (Ddanddara) (série TV) : entertainment bureau director
- 2016 : Jealousy Incarnate (Jiltooui Hwashin) (série TV) : Oh Jong-Hwan
- 2017 : Radiant Office (Jachebalgwang Opiseu) (série TV) : Park Sang-Man
- 2024 : Parasyte: The Grey (기생수: 더 그레이) : Kim Cheol-min